# Maibock
Als Maibock bezeichnet man eine Variante des Bockbiers, welches traditionell zwischen der Fastenzeit und dem sommerlichen Angebot von Vollbieren gebraut und getrunken wird. Namensgebend ist dabei der Monat Mai. Traditionell muss der Maibock, um Unheil und Missernten zu vermeiden, in Franken bis zum 1. Mai ausgetrunken sein. Andere Namen sind Heller Bock, Helles Bock und Frühlingsbock. Das Maibock ist ein untergäriges Starkbier mit einem Alkoholgehalt von 6 bis 8,5 % Vol. und entsprechender Stammwürze. Im Ansatz wird mitunter für Maibock ein höherer Kohlenhydratgehalt genutzt, um trotz der Vergärung noch eine Süße zu bieten.

## Hersteller (Auswahl)
| Brauerei                   | Ort               | (Land)                 | Alkoholgehalt | Sorte                                      |
| -------------------------- | ----------------- | ---------------------- | ------------- | ------------------------------------------ |
| Allgäuer Brauhaus          | Marktoberdorf     | Bayern                 | 7,5 % Vol.    | Altenmünster Maibock Hell                  |
| Brauerei Karl Hintz        | Marne             | Schleswig-Holstein     | 6,8 % Vol.    | Dithmarscher Maibock                       |
| Brauerei Neunspringe       | Leinefelde-Worbis | Thüringen              | 7,2 % Vol.    | Neunspringer Maibock                       |
| Darguner Brauerei          | Dargun            | Mecklenburg-Vorpommern | 7,5 % Vol.    | Darguner Maibock hell                      |
| Einbecker Brauhaus         | Einbeck           | Niedersachsen          | 6,5 % Vol.    | Einbecker Mai Ur-Bock                      |
| Feldschlößchen             | Dresden           | Sachsen                | 7,2 % Vol.    | Feldschlößchen Maibock                     |
| Flensburger Brauerei       | Flensburg         | Schleswig-Holstein     | 6,9 % Vol.    | Flensburger Frühlingsbock                  |
| Haake-Beck                 | Bremen            | Land Bremen            | 7,2 % Vol.    | Haake-Beck Maibock                         |
| Herforder Brauerei         | Herford           | Nordrhein-Westfalen    | 6,6 % Vol.    | Herforder Maibock                          |
| Hofbrauhaus Wolters        | Braunschweig      | Niedersachsen          | 7,1 % Vol.    | Wolters Mai-Bock                           |
| Holsten-Brauerei           | Hamburg           | Land Hamburg           | 7,0 % Vol.    | Holsten Maibock                            |
| Pfungstädter Brauerei      | Pfungstadt        | Hessen                 | 6,9 % Vol.    | Pfungstädter Maibock                       |
| Privatbrauerei Ernst Barre | Lübbecke          | Nordrhein-Westfalen    | 6,9 % Vol.    | Barre Maibock                              |
| Privatbrauerei Hoepfner    | Karlsruhe         | Baden-Württemberg      | 6,6 % Vol.    | Hoepfner Maibock                           |
| Privatbrauerei Hofmühl     | Eichstätt         | Bayern                 | 6,8 % Vol.    | Hofmühl Zickenbock                         |
| Hofbräu                    | München           | Bayern                 | 7,2 % Vol.    | Münchner Hofbräu Maibock                   |
| Augustiner-Bräu            | München           | Bayern                 | 7,5 % Vol.    | Heller Bock                                |
| Sternquell-Brauerei        | Plauen            | Sachsen                | 7,2 % Vol.    | Braustolz Maibock                          |
| Bitburger Brauerei         | Bitburg           | Rheinland-Pfalz        | 6,7 % Vol.    | Bitburger Maibock                          |
| Brauerei Bischofshof       | Regensburg        | Bayern                 | 6,5 % Vol.    | Weltenburger Kloster Maibock - Heller Bock |